# Jo Ellen O'Hara
Jo Ellen O'Hara (n. 1940) es una horticultora, y botánica estadounidense, que realizó investigaciones en patología de plantas en el Laboratorio de Patología Vegetal del USDA
En 1960, obtuvo su M.Sc. por la Universidad de Alabama.
- La abreviatura «J.Ohara» se emplea para indicar a Jo Ellen O'Hara como autoridad en la descripción y clasificación científica de los vegetales.[2]